# 346 Hermentaria
346 Hermentaria este un asteroid din centura principală, descoperit pe 25 noiembrie 1892, de Auguste Charlois.